# Det Konservative Parti (Island)
 For alternative betydninger, se Det Konservative Parti. (Se også artikler, som begynder med Det Konservative Parti)
Det Konservative Parti (islandsk: Íhaldsflokkurinn) var et konservativt politisk parti i Island grundlagt i Reykjavík den 24. februar 1924.
Partiet blev etableret af hovedparten af Borgerpartiets altingsgruppe, mens tre tingmænd fra partiets liberale fløj under tidligere statsminister Sigurður Eggerz ledelse genoptog navnet Selvstændighedspartiet (den ene af Borgerpartiets to forløbere) og i 1927 stiftede Det Liberale Parti. 
I 1929 dannede Det Konservative Parti sammen med Det Liberale Parti et nyt borgerligt samlingsparti, der fik det historiske navn Selvstændighedspartiet, og lige siden har været Islands dominerende politiske parti.
Det Konservative Parti var det første egentlige højrefløjsparti i Island. Dets partiavis var Morgunblaðið, der gik med over til det nye Selvstændighedspartiet.
Partiets eneste leder var den senere statsminister Jón Þorláksson.